# Opera (magazine britannique)
Pour les articles homonymes, voir Opera, Opéra et Opéra (homonymie).
Ne doit pas être confondu avec Opera (magazine japonais).
Opera est un magazine britannique mensuel consacré à tout ce qui concerne l'opéra.

## Contenu
Il contient des critiques et des articles sur les productions d'opéra actuelles à l'échelle internationale, ainsi que des articles sur les enregistrements d'opéra, les chanteurs d'opéra, les compagnies d'opéra, les metteurs en scène d'opéra et les livres d'opéra. Le magazine contient également des articles et des analyses majeurs sur des opéras et des personnes associées à l'opéra.
Le magazine emploie un réseau de correspondants internationaux à travers le monde qui écrivent pour le magazine. Les contributeurs au magazine, passés et présents, incluent notamment William Ashbrook, Martin Bernheimer, Julian Budden, Rodolfo Celletti, Alan Blyth, Elizabeth Forbes et J.B. Steane.

## Format
Opera est imprimé en format A5, avec des photos colorisées, et consiste en environ 130 pages. La numérotation des pages est consécutif pour une année entière (par exemple, septembre 2009 couvre les pages 1033–1168). Tous les numéros depuis février 1950 sont disponibles en ligne aux abonnés actuels (via Exact Editions).

## Histoire
Basé à Londres, le magazine est fondé en 1950 par George Lascelles, 7e comte de Harewood. Il est lancé dans la maison d'édition de Richard Buckle, sous la marque (imprint) « Ballet Publications Ltd ». Il semble que le précédent magazine Ballet and Opera, édité par Richard Buckle, soit divisé en deux magazines distincts : l'un titré Opera et l'autre Ballet.
Après Lascelles, Harold Rosenthal est rédacteur en chef de 1953 à 1986, Rodney Milnes à partir de 1986 et John Allison occupe ce poste depuis 2000, Milnes étant président du comité de rédaction jusqu'à sa mort en 2015.
En 1965, Victor Gollancz Limited a publié une vaste collection d'articles parus dans le magazine au cours des quinze premières années, avec, à côté de ceux rédigés par des contributeurs réguliers du magazine Opera, des articles de Benjamin Britten, Sylvia Fisher, Magda Olivero, Helga Pilarczyk, Dennis Arundell, Osbert Lancaster, Joan Cross, Gottfried Schmiedel et Erwin Stein.
Un numéro annuel distinct « Festivals » est publié jusqu'en 2012, avec des listes de festivals d'opéra ou d'opérette (ou de festivals de musique incluant des opéras) au Royaume-Uni et dans le monde entier pour la saison à venir, précédés d'articles plus longs sur des projets ou des personnalités de festivals particuliers. À partir de 2013, le numéro séparé est abandonné au profit d'un thème axé sur les festivals dans l'édition d'avril, en raison de la disponibilité immédiate des listes en ligne.
Ces dernières années, la dernière page était un article plus léger, tel que 'I can't live without... golf' de Barbara Bonney, en août 1999, 'My First Opera – Don Giovanni' d'Osmo Vänskä, en février 2004, et Roger Parker sur la raison pour laquelle il souhaiterait revenir comme Selim Bassa, en décembre 2007.

## Equipe de rédaction et conseil
Le rédacteur actuel est John Allison, accompagné d'Erica Jeal et Henrietta Bredin comme suppléantes. Le conseil de rédaction est composé de Hugh Canning, Rupert Christiansen, Andrew Clark, Andrew Clements, Richard Fairman, George Hall, Fiona Maddocks et Roger Parker.